# Ole Haslunds Hus
Ole Haslunds Hus var en antikvitets- og møbelforretning, der eksisterede fra 1905 til 1987. Den blev grundlagt af den danske møbelarkitekt og kunsthandler Ole Haslund. Forretningen havde adresse forskellige steder i København, først i Klosterstræde 8 (1905–1910), derpå i Karel van Manders Gård i Østergade 15 (1910–1942) og til sidst på Amagertorv (oktober 1942 – 1987).
- Klosterstræde 8, hvor Ole Haslunds Hus lå 1905–1910.
- Facaden af Karel van Manders Gård mod Østergade i 1884. Her lå Ole Haslunds Hus 1910–1942.
- Ole Haslunds Hus på forretningens sidste adresse på Amagertorv (fotograferet 2009).